# Hogstad
Hogstad – miejscowość (tätort) w Szwecji, w regionie administracyjnym (län) Östergötland, w gminie Mjölby.
Według danych Szwedzkiego Urzędu Statystycznego liczba ludności wyniosła: 236 (31 grudnia 2015), 226 (31 grudnia 2018) i 218 (31 grudnia 2019).